# Milatovac (Batočina)
Pour les articles homonymes, voir Milatovac.
Milatovac (en serbe cyrillique : Милатовац) est un village de Serbie situé dans la municipalité de Batočina, district de Šumadija. Au recensement de 2011, il comptait 555 habitants.

## Démographie

### Évolution historique de la population
| 1948 | 1953 | 1961 | 1971 | 1981 | 1991 | 2002 | 2011 |
| ---- | ---- | ---- | ---- | ---- | ---- | ---- | ---- |
| 332  | 337  | 365  | 389  | 480  | 584  | 584  | 555  |

|  |